# Koordinátor integrovaného dopravního systému Karlovarského kraje
Koordinátor integrovaného dopravního systému Karlovarského kraje (zkráceně Koordinátor IDS KK nebo KIDS KK) je organizace zřízená za účelem plánování, řízení a koordinace veřejné dopravy na území Karlovarského kraje. Hlavním úkolem je zajištění funkčního Integrovaného dopravního systému Karlovarského kraje (IDS KK), který propojuje jednotlivé druhy veřejné dopravy – zejména autobusovou a železniční – v jeden logický celek.

## Účel a činnost
Koordinátor zajišťuje především:
- plánování dopravní obslužnosti kraje,
- tvorbu a aktualizaci jízdních řádů ve spolupráci s dopravci,
- tarifní a informační integraci dopravních prostředků v rámci IDS KK,
- vydávání a správu jednotných jízdních dokladů a časových jízdenek,
- dohled nad kvalitou služeb ve veřejné dopravě.

Organizace rovněž spolupracuje s Karlovarským krajem, městy, obcemi i jednotlivými dopravci při rozvoji dopravní infrastruktury a optimalizaci spojů.

## Historie
KIDS KK byl založen za účelem zefektivnění veřejné dopravy v kraji a přechodu na moderní systém, který by odpovídal standardům běžným v jiných krajích. Integrace jednotlivých druhů dopravy probíhala postupně, přičemž cílem bylo umožnit cestujícím pohodlné přestupy a jednotné jízdné v rámci celého kraje.

## Sídlo a právní forma
Koordinátor sídlí v Karlových Varech a funguje jako příspěvková organizace Karlovarského kraje nebo jiný typ právního subjektu zřízený krajem (dle aktuální právní struktury).